# Brigitta Westphal
Brigitta Westphal (* 1944 in Burgoberbach, Mittelfranken) ist eine deutsche Malerin.

## Leben
Die in Franken aufgewachsene Künstlerin lebte lange im Raum Frankfurt am Main. In den zurückliegenden Jahren wechselte ihr Lebensmittelpunkt zwischen der fränkischen Heimat und der südlichen Toscana.
Schwerpunkte im Schaffen von Brigitta Westphal sind Mensch und Natur; die biografische Komponente spielt dabei eine große Rolle.

„Die Ölgemälde, Mischtechniken und Radierungen von Brigitta Westphal sind Mysterien aus Farbe, Form und Struktur, surrealistische Bilder des grenzüberschreitenden Schwebens zwischen Wachen und Träumen“

Die Begegnung mit Robert Musils Hauptwerk „Der Mann ohne Eigenschaften“ wurde für die Malerin zum Schlüsselerlebnis. Aus der engen Verbundenheit zu diesem Dichter entstanden zwei Zyklen mit je 14 Ölbildern. Seit 1986 gehört daher das Umsetzen von Literatur in Malerei zu einem wichtigen Bestandteil ihrer Arbeit. Brüche, die zwischen den Werkphasen erscheinen, entstanden durch häufig wechselnde Wohn- und Arbeitsplätze in Deutschland und Italien.

## Werk
als Buch publiziert
- Musil-Paraphrasen. Eine künstlerische Auseinandersetzung mit Musils „Mann ohne Eigenschaften“.
  - Teil 1: Lang, Bern 1995, ISBN 3-906755-14-2. (mit Vorwort und Nachschrift von Karl Corino)
  - Teil 2: Lang, Bern 1999, ISBN 3-906761-90-8.